# Älgtjärnen (Brunflo socken, Jämtland)
Älgtjärnen är en sjö i Östersunds kommun i Jämtland och ingår i Ljungans huvudavrinningsområde.